# II (álbum de Boyz II Men)
II (Two) -en español: «Dos (2)»- es el tercer álbum de estudio del cuarteto estadounidense de R&B Boyz II Men, lanzado en agosto de 1994 por el sello Motown. El álbum recibe el nombre porque es el segundo álbum no navideño del grupo.
Contiene los exitosos sencillos «I'll Make Love to You» y «On Bended Knee», ambos número 1 en la lista estadounidense Billboard Hot 100, convirtiendo al grupo en el tercer artista en reemplazarse a sí mismo en la lista, como Elvis Presley y The Beatles en su momento.
En 2020, el álbum fue incluido en el puesto 495 en los 500 mejores álbumes de la revista Rolling Stone.